# پروکائین آمید
پروکائین آمید (به انگلیسی: Procainamide)
رده درمانی: داروهای درمان آریتمی
اشکال دارویی: قرص

## موارد مصرف
پروکائین آمید هم بر آریتمی‌های دهلیزی (مانند فیبریلاسیون دهلیزی) و هم بر آریتمی‌های بطنی تأثیر می‌گذارد. این دارو در درمان سندرم ولف پارکینسون وایت نیز مصرف می‌شود.

## مکانیسم اثر
پروکائین آمید مانند لیدوکائین از داروهای مسدودکننده کانال سدیم است. تمام ضد آریتمی‌های رده I هدایت را کند یا مسدود (به خصوص در سلول‌های دپلاریزه) می‌کنند و ضربان سازهای غیرطبیعی را کند یا حذف می‌کنند. این داروها بر بافت غیرطبیعی سریع تر اثر می‌گذارند تا بر کانال‌های طبیعی زیرا کانال‌های یونی در بافت آریتمیک زمان بیشتری را در وضعیت باز یا غیرفعال می‌گذرانند و تحت چنین شرایطی این داروها برای اتصال به این گیرنده‌ها تمایل بیشتری دارند.
عوامل رده IA مانند کینیدین و پروکائین آمید هم بر آریتمی‌های دهلیزی و هم آریتمی‌های بطنی تأثیر می‌گذارند. این داروها هم کانال‌های سدیم را مسدود می‌کنند و هم پتاسیم فعلی (در جریان) را کاهش می‌دهند. آن‌ها مدت پتانسیل عمل و دوره مقاومت مؤثر را افزایش داده که منجر به کند شدن سرعت هدایت و مهار ضربان سازهای نابجا می‌شود. ممکن است این داروها فاصله QTc را در نتیجه افزایش مدت پتانسیل عمل طولانی کنند.

## عوارض جانبی
پروکائین آمید معمولاً سبب ایجاد عوارض ناخواسته می‌شود عوارض مهم و قابل توجه در تزریق پروکائین آمید، هیپوتانسیون می‌باشد، اما سایر عوارض مانند ضایعات جلدی وراش، بدن درد، تب، آریتمی و سندرمی شبیه لوپوس